# Голод в Восточной Африке (2011)
Голод в Восточной Африке 2011 года — гуманитарная катастрофа, охватившая Африканский Рог в результате засух на территории всей Восточной Африки.  Продовольственный кризис затронул также Эритрею и другие восточноафриканские государства, по которым, однако, нет точной статистики. Согласно международному фонду помощи детям ЮНИСЕФ, голодают около двух миллионов детей в регионе, и около 500 тысяч из них находятся в состоянии, опасном для жизни, что, по сравнению с 2009 годом, является увеличением в полтора раза. По данным ООН, в регионе имеет место «сильнейшая засуха за последние 60 лет», а ситуация является самой крупной гуманитарной катастрофой в мире на июль 2011 года, Всемирная продовольственная программа ООН охарактеризовала этот продовольственный кризис как один из самых крупных в истории. Отмечают, что в 2011 году от голода, вызванного засухой, умерли от 50 до 100 тысяч человек на востоке Африки: в Сомали, Кении, Эфиопии, Уганде и Джибути. По данным ООН, в 2011 году в странах Африканского Рога от голода умерли более 260 тысяч человек, причём более половины от этого количества составили дети в возрасте до пяти лет. Из всех стран Африканского Рога более всего пострадала от засухи 2011 года Сомали, согласно ООН, из-за голода в 2010—2012 годах там погибли около 260 тысяч человек, причём половина из них — дети младше пяти лет.
На конец мая 2012 года отмечают, что, по данным Программы развития ООН (ПРООН), на сегодняшний день в Африке южнее Сахары недоедает каждый четвёртый из 856-миллионного населения, свыше 40 процентов детей в возрасте до пяти лет истощены из-за плохого питания.

## Причины и предыстория
В регионе, расположенном вокруг Сомалийского полуострова, в течение последних десятилетий уже неоднократно имели место катастрофы, связанные с голодом. В середине 1980-х годов в результате экстремальной засухи и политической бездеятельности в Эфиопии погибло около миллиона человек. Гражданская война в Сомали в сочетании с засухой вызвали крупный голод в этой стране в начале 1990-х годов. Ещё одна катастрофа 2006 года охватила север Кении, юг Сомали, восток Эфиопии и Джибути.
Голод 2011 года в значительной степени вызван двумя подряд весьма слабыми сезонами дождей, из-за чего сельскохозяйственный сезон 2010/2011 был самым засушливым с 1950/1951 года. Уже в декабре 2010 года, после недостаточно сильного осеннего сезона дождей, дело дошло до потери большой части урожая и падежа скота. Главный сезон дождей, приходящийся на раннюю весну, начался слишком поздно и был весьма неустойчивым. В некоторых областях выпало всего 30 % привычных осадков, а смертность среди скота достигла местами 60 %. Резко упало производство молока, важного продукта питания для детей, а цены на основные продукты питания в мае достигли рекордных высот.
Африка обладает значительным потенциалом в области сельского хозяйства и нет оснований, чтобы континент испытывал дефицит с продовольствием, Африка со своими плодородными землями, водными ресурсами, идеальным климатом для выращивания урожаев, может не только обеспечить себя сельскохозяйственной продукцией, но стать мировым её экспортёром. Для чего, однако, требуются инвестиции, нехватку которых указывают первым в ряду основных факторов происходящего продовольственного кризиса, G8 для привлечения частного капитала в сельскохозяйственный сектор Африки в 2012 году планирует создать Новый альянс за продовольственную безопасность, также G8 призывает руководство стран Африки увеличить государственные инвестиции в сельское хозяйство и провести необходимые реформы. Голодает большинство африканцев с низким уровнем доходов, даже при наличии продовольственных товаров они не могут их приобрести из-за высоких цен.

## Последствия
В наиболее бедственном положении очутилось население Сомали, так как доставка гуманитарной помощи в эту страну, охваченную гражданской войной и безвластием, сопряжена с большим риском и трудностями. В Сомали голодом были охвачены два южных региона — Бакул и Южный Шабель. По данным ООН, срочная помощь требуется 2,8 млн жителей. Каждый третий ребёнок в наиболее пострадавших регионах недоедает и ежедневно от голода умирают четыре ребёнка из каждых 10 тысяч, сообщила представитель ведомства ООН по оказанию гуманитарной помощи Элизабет Бирс. Тысячи жителей Сомали отправились в соседние Кению и Эфиопию, чтобы добыть воду и пропитание. По данным благотворительной организации Save the Children, в лагерь беженцев Дадааб на границе Кении и Сомали ежедневно прибывают около 1300 человек. Большинство беженцев — дети, у которых врачи фиксируют утомление, истощение и обезвоживание. Однако многие жители Сомали не могут покинуть страну, потому что боятся попасть под пули враждующих друг с другом боевиков.
В июле 2011 г. Верховный комиссар ООН по делам беженцев Антониу Гутерриш призвал международные гуманитарные агентства помочь пострадавшим и заявил, что ООН уже ведёт переговоры со всеми организациями, которые могут оказать хоть какую-то помощь умирающим от голода и жажды — даже с теми, которых причисляют к радикальным и террористическим. С 2009 года группировка «Аш-Шабаб» запретила деятельность иностранных гуманитарных организаций на подконтрольных ей территориях в центре и на юге Сомали. Однако в 2011 году боевики всё же разрешили ограниченный доступ гуманитарных грузов.
26 июля 2011 г. первый рейс Всемирной продовольственной программы ООН c грузом в 10 тонн комплектов питания для детей прибыл в аэропорт Могадишо. Этого достаточно для помощи 3500 детям, страдающим от дистрофии, в течение месяца. Министр иностранных дел Сомали Мохаммед Ибрагим предупредил, что более 3,5 миллионов человек могут умереть от голода в его стране. Европейский Союз выделил для помощи поражённым засухой странам Восточной Африки 101 млн долларов.
13 октября 2011 года в Кении Аш-Шабабом были похищены две сотрудницы неправительственной организации «Врачи без границ», граждане Испании, которые работали в лагере беженцев Дадааб. В ответ на это «Врачи без границ» частично прекратили свою деятельность в Кении. 16 октября 2011 года в ответ на похищения иностранцев армия Кении начала военную операцию «Линда Нчи» против Аш-Шабаба в Сомали.